# Al-Bidaya wa-l-Nihaya
 (octobre 2023).
La mise en forme du texte ne suit pas les recommandations de Wikipédia : il faut le « wikifier ».
Les points d'amélioration suivants sont les cas les plus fréquents. Le détail des points à revoir est peut-être précisé sur la page de discussion.
- Les titres sont pré-formatés par le logiciel. Ils ne sont ni en capitales, ni en gras.
- Le texte ne doit pas être écrit en capitales (les noms de famille non plus), ni en gras, ni en italique, ni en « petit »…
- Le gras n'est utilisé que pour surligner le titre de l'article dans l'introduction, une seule fois.
- L'italique est rarement utilisé : mots en langue étrangère, titres d'œuvres, noms de bateaux, etc.
- Les citations ne sont pas en italique mais en corps de texte normal. Elles sont entourées par des guillemets français : « et ».
- Les listes à puces sont à éviter, des paragraphes rédigés étant largement préférés. Les tableaux sont à réserver à la présentation de données structurées (résultats, etc.).
- Les appels de note de bas de page (petits chiffres en exposant, introduits par l'outil «  Source ») sont à placer entre la fin de phrase et le point final[comme ça].
- Les liens internes (vers d'autres articles de Wikipédia) sont à choisir avec parcimonie. Créez des liens vers des articles approfondissant le sujet. Les termes génériques sans rapport avec le sujet sont à éviter, ainsi que les répétitions de liens vers un même terme.
- Les liens externes sont à placer uniquement dans une section « Liens externes », à la fin de l'article. Ces liens sont à choisir avec parcimonie suivant les règles définies. Si un lien sert de source à l'article, son insertion dans le texte est à faire par les notes de bas de page.
- La présentation des références doit suivre les conventions bibliographiques. Il est recommandé d'utiliser les modèles {{Ouvrage}}, {{Chapitre}}, {{Article}}, {{Lien web}} et/ou {{Bibliographie}}. Le mode d'édition visuel peut mettre en forme automatiquement les références.
- Insérer une infobox (cadre d'informations à droite) n'est pas obligatoire pour parachever la mise en page.

Pour une aide détaillée, merci de consulter Aide:Wikification.
Si vous pensez que ces points ont été résolus, vous pouvez retirer ce bandeau et améliorer la mise en forme d'un autre article.
Al-Bidāya wa-l-Nihāya (arabe : البداية والنهاية, Le début et la fin), parfois également connu sous le nom de Tārīkh Ibn Kathīr (Histoire d'Ibn Kathir), est un ouvrage sur l'histoire islamique de l'érudit musulman sunnite Ibn Kathir (d. 1373),.
Ce livre puise sa matière essentiellement dans le Coran et la tradition prophétique et cite les avis des savants parmi les Compagnons et les générations qui les ont suivis, ainsi que des bribes des écrits des Gens du Livre. 
Cet important ouvrage a pour but d'expliquer l'histoire de l'humanité, depuis la création de l'être humain jusqu'à la fin du monde, au regard des textes religieux musulmans (Coran et paroles prophétiques). L'auteur retrace l'histoire de l'humanité, à la lumière des récits de prophètes et de ses connaissances des différentes grandes civilisations, jusqu'à son époque (mort en 1373), puis fait un bon dans le temps pour détailler les signes et événements de la fin du monde comme détaillés dans la tradition islamique.   
Le livre contient des biographies des différents prophètes de l'islam, des biographies de savants musulmans des premiers siècles. De nombreux extraits de cet ouvrage très imposant (14 volumes) sont publiés et vendus séparément sur un thème spécifique (par exemple : le début de la création, la vie des prophètes, ou encore les signes de la fin du monde) permettant une diffusion à un plus large public.

## Les différentes parties du livre
Les différents volumes du livre traitent du début de la création et de l'envoi de l'homme sur terre, de la vie des prophètes et de la vie des compagnons de Muhammed. Le dernier volume enregistre des prédictions d'événements futurs tels que les signes du jour du jugement (Qiyama), lorsque les musulmans croient que les gens entreront dans le Janna (le paradis) ou le Jahannam (l'enfer).
Le livre se compose de 21 parties :
1. La première partie : Du début de la création à l'histoire de Dhul Kifl
2. La deuxième partie : Mention des nations qui ont été détruites par tante — les propriétaires du bosquet
3. La troisième partie : Luqman - Le début de la biographie du Prophète
4. La quatrième partie : Le début de la révélation - à 1 AH
5. La cinquième partie : De 2 AH à 4 AH
6. La sixième partie : 5 AH - 8 AH
7. La septième partie : 8 AH - 10 AH
8. La huitième partie : 11 AH – Signes et preuves de la prophétie
9. La neuvième partie : 11 AH - 15 AH
10. La dixième partie : 16 AH - 40 AH
11. La onzième partie : 40 AH - 65 AH
12. La douzième partie : 66 AH - 102 AH
13. La treizième partie : 103 AH - 191 AH
14. La quatorzième partie : 191 AH - 310 AH
15. La quinzième partie : 311 AH - 456 AH
16. La seizième partie  : 456 AH - 605 AH
17. La dix-septième partie : 606 AH - 700 AH
18. La dix-huitième partie : 701 AH - 768 AH
19. La dix-neuvième partie : (Séditions et épopées) Idiot News - Signes de l'heure - Jour de la Résurrection
20. La vingtième partie : Présentation à Dieu Tout-Puissant
21. La vingt et unième partie : Index (Hadiths sacrés. Drapeaux. Pays et eaux... etc.)

## Voir également
- Liste des livres sunnites
- Tafsir Ibn Kathir
- al‑Sira al‑Nabawiyya